# Nidifugo
Vengono definite nidifughe le specie di uccelli in grado di comportarsi praticamente come un adulto a partire dalla nascita, quali ad esempio  uccelli  quali la quaglia comune (Coturnix coturnix) e il fagiano di monte (Lyrurus tetrix) i cui piccoli sono ricoperti di piumino e in grado di abbandonare il nido appena usciti dall'uovo.
Al contrario, le specie i cui neonati sono strettamente dipendenti dai genitori per sopravvivere vengono dette nidicole.